# Alcalde de Albacete
El alcalde de Albacete es el cargo que ejerce la presidencia del Ayuntamiento de Albacete, el órgano de gobierno y administración de la ciudad española de Albacete, la ciudad más poblada de Castilla-La Mancha, capital de la provincia homónima.
Desde el 17 de junio de 2023 el alcalde de Albacete es Manuel Serrano López, del PP.

## Historia
El primer alcalde de Albacete del que se conoce su existencia fue el árabe Wahb Alláh, quien la gobernó en el siglo XIII durante el dominio musulmán de la península ibérica.
Anteriormente al actual cargo de alcalde existió el de corregidor, instituido en Castilla por Enrique III en 1393 y puesto definitivamente en aplicación por los Reyes Católicos en 1480; el corregidor dependía directamente del presidente del Consejo de Castilla, y tenía jurisdicción sobre todos los lugares del corregimiento de Chinchilla, del que dependía administrativamente inicialmente Albacete, si bien las funciones judiciales eran asumidas por un alcalde mayor designado por el corregidor.
La villa de Albacete se emancipó de la jurisdicción del corregidor de Chinchilla en 1642, cuando el rey Felipe IV la eximió. De esta forma, los alcaldes ordinarios de Albacete conocían en primera instancia todas las causas, civiles y criminales, que se producían. Sin embargo, en 1672 los corregidores asumieron de nuevo la jurisdicción sobre Albacete, cesando a los alcaldes ordinarios. Finalmente, se consolidó la dotación de un alcalde mayor nombrado por el corregidor. 
Pese a que el corregimiento tenía su sede en Chinchilla, sus titulares solían establecer su lugar de residencia en Albacete, por la atracción que sentían hacia ella. Esto acabó propiciando un conflicto entre los corregidores y las autoridades municipales de Albacete, lo que provocó que los alcaldes mayores de Albacete ya no fueran elegidos por los corregidores de Chinchilla sino por el rey, realizándose la elección entre varios nombres propuestos por la Cámara de Castilla. Sin embargo, los conflictos entre las máximas autoridades de Albacete y Chinchilla continuaron, lo que finalmente desencadenó el nombramiento de un corregidor en Albacete desde la década de 1770.
Con la división territorial de 1833 el empleo de corregidor fue sustituido por el de alcalde, el cual perduró hasta nuestros días excepto durante dos periodos: durante la dictadura de Primo de Rivera (1920-1930) y tras la revolución de 1934, cuando se suspendieron en España los ayuntamientos (1934-1936), haciéndose cargo de las administraciones locales una comisión gestora creada a tal fin.